# 皮埃尔·布隆迪奥
皮埃尔·布隆迪奥（法語：Pierre Blondiaux，1922年1月23日—2003年4月14日），法国男子赛艇运动员。他曾代表法国参加1952年夏季奥林匹克运动会赛艇比赛，获得男子四人单桨无舵手银牌。